# Valdelugueros
Valdelugueros is een gemeente in de Spaanse provincie León in de regio Castilië en León met een oppervlakte van 143,47 km². Valdelugueros telt 520 inwoners (1 januari 2016).

## Demografische ontwikkeling
Bron: INE, 1857-2011: volkstellingen
Opm.: In 1976 werd de gemeente Valdeteja aangehecht